# Home Rule
Home Rule é uma expressão inglesa que significa autogoverno autônomo.
No Reino Unido, tal expressão tradicionalmente referiu-se a criação de autogoverno, ou por devolução ou por independência, em nações constituintes (por exemplo, Escócia, País de Gales e Irlanda do Norte), e até algum ponto na Irlanda. Home Rule também se refere analogamente aos processos e mecanismos de autogoverno em municipalidades e condados de muitos países em relação ao nível de governo imediatamente superior (por exemplo, em alguns estados estadunidenses). Também pode se referir, em língua inglesa, ao sistema similar de autonomia da Groelândia e das Ilhas Faroe em relação a Dinamarca (cujo nome em dinamarquês é Hjemmestyre). No Império Britânico também existiram exigências vigorosas pelo Home Rule por ativistas na Índia.
O governo autônomo não é, entretanto, equivalente ao federalismo. Considerando que os estados em um sistema federal de governo (por exemplo, Canadá, Alemanha, Suíça, Brasil, Etiópia e os Estados Unidos) têm uma existência constitucional garantida, um sistema de governo autônomo devolvido é criado pela legislação ordinária e pode ser reformado, ou mesmo suprimido, por revogação ou alteração dessa legislação ordinária.

Uma legislatura pode, por exemplo, criar regra interna para uma divisão administrativa, como uma província, um condado ou um departamento, de modo que um conselho municipal local, comissão de condado, conselho paroquial ou conselho de supervisores possa ter jurisdição sobre seus não incorporados áreas, incluindo questões importantes como zoneamento. Sem isso, a divisão é simplesmente uma extensão do governo superior. A legislatura também pode estabelecer ou eliminar corporações municipais, que têm governo doméstico dentro dos limites da cidade ou da cidade por meio doconselho municipal. O governo superior também pode abolir condados / municípios, redefinir seus limites ou dissolver seus governos autônomos, de acordo com as leis pertinentes.